# Melissodes druriella
Melissodes druriella là một loài Hymenoptera trong họ Apidae. Loài này được Kirby mô tả khoa học năm 1802.